# Judenburg
Judenburg là một thị xã lịch sử ở bang Steiermark nước Áo, thủ phủ của Judenburg district. Thị xã nằm ở cuối phía tây của lưu vực Aichfeld bên hai bờ sông Mur. Đô thị này cũng bao gồm Katastralgemeinde Tiefenbach và Waltersdorf.

## Người dân địa phương nổi tiếng
- Renate Götschl
- Egon Haar (de)
- Herbert Hufnagl, ký giả (de)
- Gernot Jurtin
- Christian Muthspiel, jazz mucian, painter
- Kurt Muthspiel, composer (de)
- Wolfgang Muthspiel
- Christian Pfannberger
- Walter Pfrimer
- Georg Pichler (de)
- Alf Poier
- Josef Riegler (de)
- Eva Steinberger (de)
- Christoph Sumann
- Jack Unterweger